# Dahmer (film)
Dahmer er en amerikansk psykologisk-drama film fra 2002. Filmen omhandler den amerikanske seriemorder Jeffrey Dahmer. Jeremy Renner spiller hovedrollen som den sindsforstyrrede seriemorder.

## Handling
Jeffrey Dahmer dræber unge mænd. Han fotografier dem, masturberer bagefter, og udfører sadistiske eksperimenter på dem, inden han myrder dem. Han dræbte 17 mænd på denne måde i Bath, Ohio og byområdet i Milwaukee.
Samtidig undersøger han sine forbrydelser og rationaliserer dem med skilsmissen fra sine forældre og følelsesmæssigt isolerede barndom.
Alligevel kan han ikke holde op med at invitere flere og flere unge, primært homoseksuelle og etniske mindretal mænd fra barer og klubber til sit hjem, hvor han dræber dem.
Først da den unge Rodney flygter fra Dahmers lejlighed er myndighederne i stand til at anholde ham.

## Plot detaljer
Der er to tidslinjer i filmen: Den "nuværende" af filmen kører i almindelig kronologisk rækkefølge, der dækker en periode på en eller to dage og Flashbacks, der går i omvendt rækkefølge, så vi ser Dahmer i succesrige yngre og tidligere begivenheder indtil vi ankommer på hans første mord og dens følger.

## Baggrundsinformation
Selv om filmen genskaber faktiske begivenheder, er navnene på karaktererne ændret af respekt for Dahmers ofre. I virkeligheden var Dahmers første undslupne fange Tracy Edwards, og Dahmers første offer var en mand ved navn Stephen Hicks, portrætteret i filmen af Matt Newton. Visse detaljer er også ændret, så karakteren af filmen er baseret på sande historier. Produktionen af filmen fandt sted i Los Angeles og en enkelt scene blev optaget i Milwaukee i Wisconsin. Specielle effekter blev skabt af Christien Tinsley og Kelley Mitchell, der var involveret to år senere i makeup af Mel Gibsons The Passion of the Christ.

## Priser
- Independent Spirit Award (nominering til Jeremy Renner (Bedste mandlige skuespiller i en hovedrolle))
- Independent Spirit Award (nominering til Artel Kayàru (Best Newcomer))
- John Cassavetes Award (nominering til Larry Rattner og David Jacobson)